# 渡り人
渡り人（わたりびと）とは、中世ヨーロッパにおいて、一定の場所に定住せず、あるいは定住することが出来ずに、各地を逍遥しながら生計を立てていた人々のこと。中世ヨーロッパの史料において、この呼称で度々呼ばれる。

## 概要と言葉の変遷
多くは下層の貧民で、金欠のため土地を確保することが出来なかったり、借金や戦災によって生活基盤を失ったりしたため、流浪生活を続けたり、出稼ぎに従事し続けたりすることによって糊口を凌いでいた。彼らの多くは傭兵として身を立て、三十年戦争などの戦争で活躍、貢献し、史料にもその軌跡が綴られた。背景にはツンフト制度や貨幣の悪鋳といった要素も介在していた。ツンフト制度が原因で失職した職人や、学費のために逼迫する学生達も、傭兵に志願していた。「渡り人」は、様々な事情を持った多様な人々によって構成されていた。
しかし、19世紀になると、狼藉を行ういわゆる「ならずもの」「炙れ者」「社会の屑」といった意味が付加され、そちらのニュアンスの方が色彩が濃くなっていった。そのため、中世の史料などに登場する「渡り人」も「ならずもの」であったと解釈することが多くなり、傭兵はならずものの集まりであるという認識が流布することとなった。